# Бузи ла Форе
Бузи ла Форе (фр. Bouzy-la-Forêt) насеље је и општина у централној Француској у региону Центар (регион), у департману Лоаре која припада префектури Орлеан.
По подацима из 2011. године у општини је живело 1226 становника, а густина насељености је износила 32,72 становника/km². Општина се простире на површини од 37,47 km². Налази се на средњој надморској висини од 140 метара (максималној 142 m, а минималној 113 m).

## Демографија
| 1962. | 1968. | 1975. | 1982. | 1990. | 1999. | 2011. |
| ----- | ----- | ----- | ----- | ----- | ----- | ----- |
| 468   | 525   | 541   | 719   | 766   | 864   | 1.226 |

График промене броја становника у току последњих година